# Publikán
Publikán (latinsky publicanus) byl ve starověkém Římě soukromý nájemce daní, rent nebo státních zakázek. Publikáni se zpravidla sdružovali do větších společností.
Státní správa republikánského Říma byla velice skrovná a magistratury zásadně bezplatné. Neexistoval žádný úřad, který by měl v agendě výběr daní. Té se věnovali soukromníci, kteří si výběr daní z nějaké provincie od senátu pronajali. Veřejná daň je latinsky publicum, proto se tito nájemci nazývali publicani. Pronájem byl řešen formou dražby, kde rozhodovala nejvyšší nabídka. Později se pronajímaly i státní zakázky na veřejné stavby, výtěžky z hispánských měďných a stříbrných dolů, získaných od Kartága po vítězné druhé punské válce nebo zásobování římského vojska. Protože tyto transakce byly ve finančních objemech pro jednotlivce již příliš veliké a pronajatá suma musela být navíc do státní pokladny (latinsky aerarium) odvedena předem, sdružovali se nájemci do kapitálových společností, nazývaných societates publicanorum. Tyto společnosti se rozšířily především v posledním století republiky. 
Zaplacenou částku si publikáni kompenzovali přímým výběrem daní od provinciálního obyvatelstva, přičemž jejich výše závisela jen od jejich libovůle; do činnosti publikánů již římský stát nezasahoval. Tímto způsobem dosahovali publikáni značných zisků, protože daně vymáhali důsledně a naprosto bezohledně. Někteří publikáni navíc provozovali zároveň i lichvu a dlužníky nechávali prodávat do otroctví. Nemuseli se obávat žádného postihu, protože drtivou většinu publikánů tvořili equité a u stálých soudů pro vydírání (latinsky quaestio perpetua de repetundis) v Římě zasedaly poroty složené od dob Gaia Graccha právě z bohatých equitů.
Působení publikánů značnou měrou přispívalo k hospodářskému ruinování provincií a vyvolávalo v jejich obyvatelstvu trvalou nenávist k Římu. Pragmatičtější římští státníci se snažili praxi publikánů alespoň omezit. Caesar v dobyté Galii určil, že tributy budou odvádět podřízené kmeny samy. Císař Tiberius nechal výběr pozemkových a majetkových daní přímo na obcích. Traianus jim pak přidělil i povinnost výběru daně dědické. Za císařství zbyl publikánům jen výběr celních poplatků. I díky tomu nastal od 2. století velký hospodářský rozkvět provincií.
Publikáni se vyskytují i v Bibli, kde jsou označování jako celníci. Jedním z nich byl svatý Matouš.